# Viborg község
Viborg község (dánul: Viborg Kommune) Dánia 98 községének (kommune, helyi önkormányzattal rendelkező közigazgatási egység) egyike. Viborg község Randers, Favrskov, Samsø, Ikast-Brande, Holstebro, Skive, Vesthimmerland, Mariagerfjord és Herning községekkel határos. Lakosainak száma 95 776 fő (2016).
A 2007. január 1-jén életbe lépő közigazgatási reform során hozzá csatolták a korábbi Bjerringbro, Fjends, Karup, Møldrup és Tjele községeket, valamint Aalestrup község egy részét.

## Települések
Települések és népességük:
- Bjerregrav (418)
- Bjerringbro (7709)
- Birgittelyst (619)
- Bruunshåb (841)
- Fly (267)
- Frederiks (1850)
- Grønhøj (210)
- Hald Ege (1226)
- Hammershøj (865)
- Hjarbæk (206)
- Hvam Stationsby (307)
- Karup (2231)
- Kjeldbjerg (273)
- Klejtrup (856)
- Knudby (220)
- Kvorning (227)
- Kølvrå (813)
- Løgstrup (1697)
- Løvel (760)
- Låstrup (201)
- Mammen (300)
- Møldrup (1298)
- Mønsted (675)
- Ravnstrup (354)
- Rindsholm (281)
- Rødding (798)
- Rødkærsbro (1594)
- Sahl (309)
- Sjørup (288)
- Skals (1794)
- Skelhøje (536)
- Sparkær (642)
- Stoholm (2475)
- Sønder Rind (292)
- Tange (236)
- Tapdrup (486)
- Ulbjerg (466)
- Vammen (557)
- Vejrumbro (380)
- Viborg (41079)
- Vinkel (234)
- Vridsted (552)
- Ørum (1345)